# يوشيكازو ميرا
يوشيكازو ميرا (باليابانية: 米良美一 ) (و. 1971  م) هو مغني، ومغني أوبرا ياباني، ولد في سايتو، ميازاكي.
.

## التعليم
تعلم في Senzoku Gakuen College of Music ‏.

## وصلات خارجية
- يوشيكازو ميرا على موقع IMDb (الإنجليزية)
- يوشيكازو ميرا على موقع ميوزك برينز (الإنجليزية)
- يوشيكازو ميرا على موقع ديسكوغز (الإنجليزية)
- يوشيكازو ميرا على موقع قاعدة بيانات الفيلم (الإنجليزية)

- يوشيكازو ميرا في قاعدة بيانات الأفلام على الإنترنت